# Rajko Gohlke

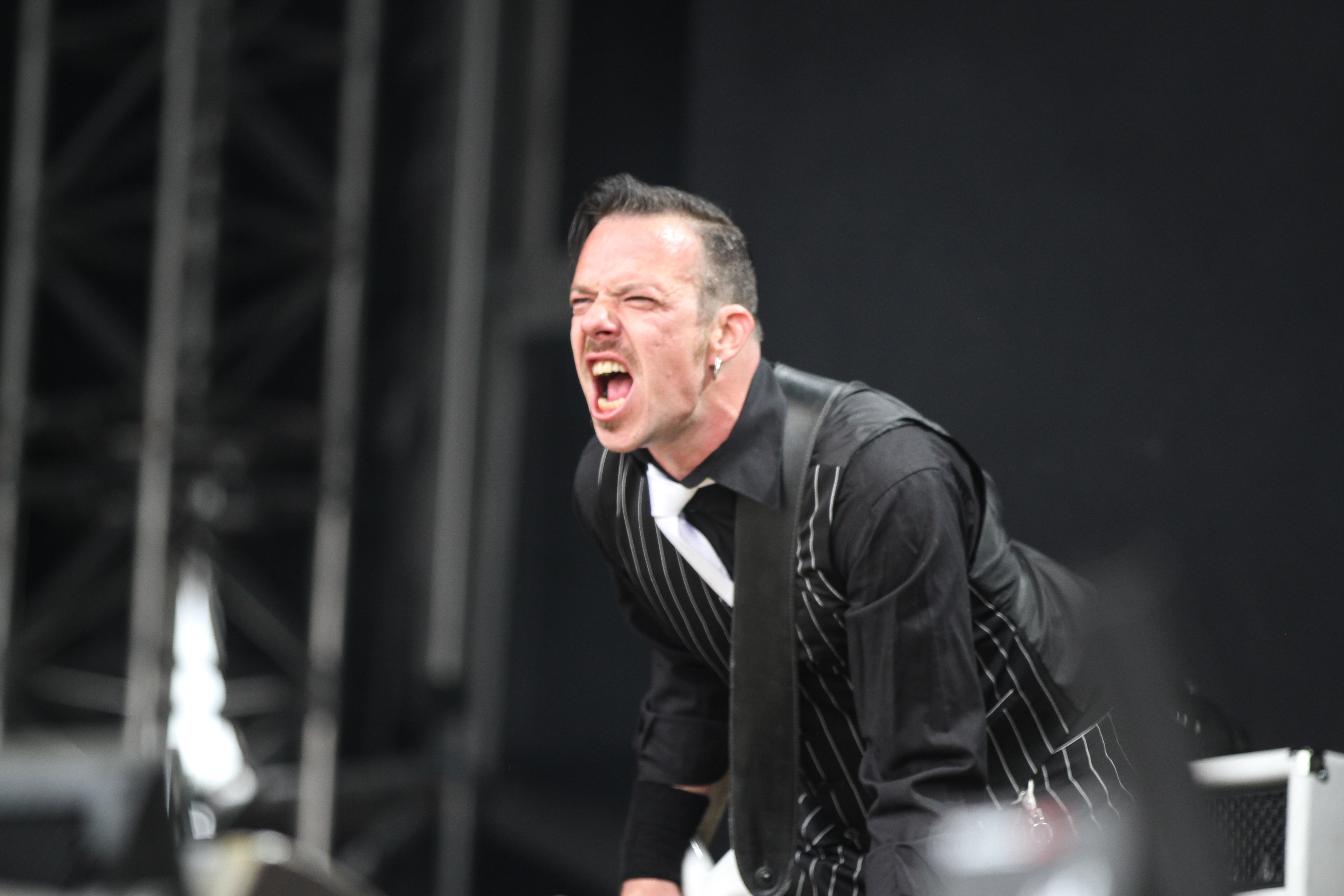
Mit Knorkator auf dem With Full Force Festival, 2013

Rajko Gohlke (* 25. September 1969 in Leipzig) ist ein deutscher Bassist und Gitarrist.

## Leben
Rajko Gohlke gründete 1987 mit dem Gitarristen Joey A. Vaising (Think About Mutation, The Sonic Boom Foundation) seine erste Band Das Phenomen, aus der sich rasch die Band The Tishvaisings mit Schwarwel am Gesang entwickelte, die sich später The Art Of The Legendary Tishvaisings nannte und es mit ihrem ersten Tonträger gleich in John Peels Sendung auf BBC Radio 1 schaffte. Nach dem Split der Band im Jahre 1991 entwickelten er, der Drummer Kay Setzepfand und Joey A. Vaising zwei parallellaufende Bandprojekte. Die Thrash-Metal-Band D.O.D. (Death On Doomsday) und die später erfolgreich werdenden Think About Mutation, die bis 2002 bestand und insgesamt fünf Alben veröffentlichte. 1998 engagierte der Filmregisseur Jan Peter die Band für seinen Film Over the Rainbow / Hinter dem Regenbogen, u. a. mit Bela B. Ein Jahr nach dem Ende vom TAM wandelte Gohlke zunächst auf Solopfaden mit seiner Electrosurftrash-One-Man-Band Mikrowelle, in der er Gitarre zu programmierten Sequenzen spielte und auch sang. 2004 bat ihn R.J.K.K. Hänsch aka Ray van Zeschau, für ein Sonderkonzert der Freunde der italienischen Oper den verhinderten Bassisten Heiko Schramm zu ersetzen. Kurz darauf stieg FDIO-Drummer Ralph Qno Kunze bei Mikrowelle an der neu geschaffenen Position am Elektroschlagzeug ein. Zur gleichen Zeit wurde er als Bassist für die Bluessouthernrockband Krieger verpflichtet, die Rammstein-Manager Emanuel Fialik unter Vertrag genommen hatte. 2007 konnte Ray van Zeschau ihn für sein 50er-Jahre-Psychometalprojekt The Distorted Elvises gewinnen. Ein Jahr später gründete dann der ehemalige Keyboarder und Fagottist der FDIO, Roger Baptist sein alter ego Rummelsnuff dessen Gitarrist er 2008 wurde. 2009 formierte R.J.K.K. Hänsch die Freunde der italienischen Oper in neuer Besetzung und holte abermals Rajko Gohlke wieder ins Boot. Am 17. November 2009 spielten sie dann im großen Saal des Centraltheaters Leipzig. 
2010 erhielt er dann das Angebot, die vakante Stelle des Bassisten der wiedervereinigten Knorkator zu besetzen. Rajko Gohlke lebt in Leipzig und Berlin.

## Diskographie
The Art of the Legendary Tishvaisings
- 1990 One More Flop (7” Trief)
- 1990 Cartharsis (One More Flop)

Think About Mutation
- 1993 Motorrazor (Dynamica)
- 1994 Housebastards (Dynamica)
- 1996 Hellraver (Dynamica)
- 1997 Virus (Motor/Universal)
- 1999 Highlife (Motor/Universal)

Mikrowelle
- 2003 Twang Boom Tschak…Peng! (Exil On Mainstream/Kamikaze)
- 2016 Rock ’n’ Roll Hifigangster (VelocitySounds Rec.)
- 2021 The Dark Side of the Casiotone

Krieger
- 2007 Krieger (Pilgrim/Motor)

Knorkator
- 2011 Es werde Nicht (Tubareckorz)
- 2014 We Want Mohr
- 2016 Ich bin der Boss
- 2019 Widerstand ist zwecklos
- 2022 Sieg der Vernunft

Machine De Beauvoir
- 2016 Nimmersatt (Moloko+)

Freunde der italienischen Oper
- 2018 Via Dolorosa (Strandard63) (CD)
- 2020 Via Dolorosa, (Strandard63 / Major Label) (LP)
- 2020 Brüder zur Sonne zur Freiheit, Freunde der italienischen Oper mit Die Art,  – 12 Inch Vinyl Picture Split EP (Major Label)
- 2024: LP/CD/Tape Kassandras Komplex (Strandard63 / Major Label)
- 2025: EP Brüder, hört die Signale!, Freunde der italienischen Oper mit Die Art, 12 Inch Vinyl Picture Split-EP mit Die Art (Major Label)

The Distorted Elvises
- 2023: 12" Mini-LP/EP Gun in Acapulco (Strandard63 / Major Label)

## Bands
- Das Phenomen
- The Art of the Legendary Tishvaisings
- D.O.D.
- Think About Mutation

- Machine De Beauvoir

- Mikrowelle

- Krieger
- Ray & The Rockets
- The Distorted Elvises
- Rummelsnuff
- Knorkator
- Ray ’n’ Rajko
- Freunde der italienischen Oper

## Filme
- Over the Rainbow / Hinter dem Regenbogen, Regie: Jan Peter 1998/1999
- Mein Onkel Lubo, Regie: Nikola Boshankov / Ray van Zeschau 2023